# Campeonato Argentino de Voleibol Masculino de 2020-21 - Liga A1
A Liga de Voleibol Argentina de 2020–21 foi a 25.ª edição desta competição organizada pela Associação de Clubes da Liga Argentina de Voleibol (ACLAV). Participaram do torneio nove equipes provenientes de três regiões argentinas, ou seja, de Buenos Aires, San Juan e Entre Ríos.
O UPCN San Juan Vóley conquistou seu oitavo título nacional ao derrotar o Ciudad Vóley.

## Equipes participantes
| Equipe                 | Cidade          | Última participação | Temporada 2019/2020 |
| ---------------------- | --------------- | ------------------- | ------------------- |
| Ciudad Vóley           | Buenos Aires    | 2019–20             | 2.º (Fase Regular)  |
| Obras de San Juan      | San Juan        | 2019–20             | 6.º (Fase Regular)  |
| UPCN San Juan Vóley    | San Juan        | 2019–20             | 4.º (Fase Regular)  |
| Defensores de Banfield | Lomas de Zamora | A2 2020             | 1º                  |
| Once Unidos            | Mar del Plata   | A2 2020             | 1.º                 |
| Paracao Vóley          | Paraná          | A2 2020             | 1.º                 |
| UVT San Juan           | San Juan        | A2 2020             | 1.º                 |

## Fase classificatória

### Classificação
- Vitória por 3 sets a 0 ou 3 a 1: 3 pontos para o vencedor;
- Vitória por 3 sets a 2: 2 pontos para o vencedor e 1 ponto para o perdedor.
- Não comparecimento, a equipe perde 2 pontos.
- Em caso de igualdade por pontos, os seguintes critérios servem como desempate: número de vitórias, média de sets e média de pontos.

|  | Classificado para as semifinais       |
|  | Classificado para as quartas de final |

|     |                        |     | Jogos | Jogos | Jogos | Resultados | Resultados | Resultados | Resultados | Resultados | Resultados | Sets | Sets | Sets  | Pontos | Pontos | Pontos |
| Pos | Equipe                 | Pts | T     | V     | D     | 3–0        | 3–1        | 3–2        | 2–3        | 1–3        | 0–3        | V    | P    | R     | V      | P      | R      |
| --- | ---------------------- | --- | ----- | ----- | ----- | ---------- | ---------- | ---------- | ---------- | ---------- | ---------- | ---- | ---- | ----- | ------ | ------ | ------ |
| 1   | UPCN San Juan Vóley    | 34  | 12    | 12    | 0     | 9          | 1          | 2          | 0          | 0          | 0          | 36   | 5    | 7.200 | 998    | 794    | 1.257  |
| 2   | Obras de San Juan      | 26  | 12    | 9     | 3     | 4          | 4          | 1          | 0          | 0          | 3          | 27   | 15   | 1.800 | 979    | 920    | 1.064  |
| 3   | Ciudad Vóley           | 24  | 12    | 7     | 5     | 4          | 3          | 0          | 3          | 2          | 0          | 29   | 18   | 1.611 | 1060   | 982    | 1.079  |
| 4   | UVT San Juan           | 13  | 12    | 4     | 8     | 2          | 1          | 1          | 2          | 3          | 3          | 19   | 27   | 0.704 | 1000   | 1018   | 0.982  |
| 5   | Paracao Vóley          | 11  | 12    | 4     | 8     | 1          | 1          | 2          | 1          | 3          | 4          | 17   | 29   | 0.586 | 981    | 1042   | 0.941  |
| 6   | Defensores de Banfield | 9   | 12    | 3     | 9     | 0          | 2          | 1          | 1          | 4          | 4          | 15   | 31   | 0.484 | 950    | 1099   | 0.864  |
| 7   | Once Unidos            | 9   | 12    | 3     | 9     | 0          | 2          | 1          | 1          | 2          | 6          | 13   | 31   | 0.419 | 901    | 1014   | 0.889  |

Fonte: LVA – Data Project

## Playoffs
|  | Quartas de final       | Quartas de final       | Quartas de final       | Quartas de final    | Quartas de final    | Quartas de final  |                   |                   | Semifinais | Semifinais | Semifinais | Semifinais | Semifinais | Semifinais |  |  | Final | Final | Final | Final | Final | Final |
|  |                        |                        |                        |                     |                     |                   |                   |                   |            |            |            |            |            |            |  |  |       |       |       |       |       |       |
|  |                        |                        |                        |                     |                     |                   |                   |                   |            |            |            |            |            |            |  |  |       |       |       |       |       |       |
|  |                        |                        |                        |                     |                     |                   |                   |                   |            |            |            |            |            |            |  |  |       |       |       |       |       |       |
|  | Obras de San Juan      | Obras de San Juan      | Obras de San Juan      | 3                   | 3                   |                   |                   |                   |            |            |            |            |            |            |  |  |       |       |       |       |       |       |
|  | Obras de San Juan      | Obras de San Juan      | Obras de San Juan      | 3                   | 3                   |                   |                   |                   |            |            |            |            |            |            |  |  |       |       |       |       |       |       |
|  | Once Unidos            | Once Unidos            | Once Unidos            | 0                   | 0                   |                   |                   |                   |            |            |            |            |            |            |  |  |       |       |       |       |       |       |
|  | Once Unidos            | Once Unidos            | Once Unidos            | 0                   | 0                   | Obras de San Juan | Obras de San Juan | Obras de San Juan | 1          | 1          |            |            |            |            |  |  |       |       |       |       |       |       |
|  |                        |                        |                        |                     |                     |                   | Obras de San Juan | Obras de San Juan | 1          | 1          |            |            |            |            |  |  |       |       |       |       |       |       |
|  |                        | Ciudad Vóley           | Ciudad Vóley           | Ciudad Vóley        | 3                   | 3                 |                   |                   |            |            |            |            |            |            |  |  |       |       |       |       |       |       |
|  | Ciudad Vóley           | Ciudad Vóley           | Ciudad Vóley           | Ciudad Vóley        | 3                   | 3                 | 3                 | 3                 |            |            |            |            |            |            |  |  |       |       |       |       |       |       |
|  | Ciudad Vóley           | Ciudad Vóley           | Ciudad Vóley           |                     |                     |                   |                   |                   |            |            |            |            |            |            |  |  |       |       |       |       |       |       |
|  | Defensores de Banfield | Defensores de Banfield | Defensores de Banfield | 0                   | 0                   |                   |                   |                   |            |            |            |            |            |            |  |  |       |       |       |       |       |       |
|  | Defensores de Banfield | Defensores de Banfield | Defensores de Banfield | 0                   | 0                   | Ciudad Vóley      | 2                 | 0                 | 0          |            |            |            |            |            |  |  |       |       |       |       |       |       |
|  |                        |                        |                        |                     |                     |                   | 2                 | 0                 | 0          |            |            |            |            |            |  |  |       |       |       |       |       |       |
|  |                        | UPCN San Juan Vóley    | 3                      | 3                   | 3                   |                   |                   |                   |            |            |            |            |            |            |  |  |       |       |       |       |       |       |
|  | Paracao Vóley          | Paracao Vóley          | Paracao Vóley          | 3                   | 3                   | 2                 | 2                 |                   |            |            |            |            |            |            |  |  |       |       |       |       |       |       |
|  | Paracao Vóley          | Paracao Vóley          | Paracao Vóley          |                     |                     |                   |                   |                   |            |            |            |            |            |            |  |  |       |       |       |       |       |       |
|  | UVT San Juan           | UVT San Juan           | UVT San Juan           | 3                   | 3                   |                   |                   |                   |            |            |            |            |            |            |  |  |       |       |       |       |       |       |
|  | UVT San Juan           | UVT San Juan           | UVT San Juan           | 3                   | 3                   | UVT San Juan      | UVT San Juan      | UVT San Juan      | 3          | 1          | 0          |            |            |            |  |  |       |       |       |       |       |       |
|  |                        |                        |                        |                     |                     |                   | UVT San Juan      | UVT San Juan      | 3          | 1          | 0          |            |            |            |  |  |       |       |       |       |       |       |
|  |                        |                        | UPCN San Juan Vóley    | UPCN San Juan Vóley | UPCN San Juan Vóley | 1                 | 3                 | 3                 |            |            |            |            |            |            |  |  |       |       |       |       |       |       |
|  |                        |                        | UPCN San Juan Vóley    | UPCN San Juan Vóley | UPCN San Juan Vóley | 1                 | 3                 | 3                 |            |            |            |            |            |            |  |  |       |       |       |       |       |       |
|  |                        |                        |                        |                     |                     |                   |                   |                   |            |            |            |            |            |            |  |  |       |       |       |       |       |       |
|  |                        |                        |                        |                     |                     |                   |                   |                   |            |            |            |            |            |            |  |  |       |       |       |       |       |       |
|  |                        |                        |                        |                     |                     |                   |                   |                   |            |            |            |            |            |            |  |  |       |       |       |       |       |       |

Fonte: LVA – Data Project

## Classificação final
| Posição           | Equipe                 | Classificação                   |
| ----------------- | ---------------------- | ------------------------------- |
| Medalha de ouro   | UPCN San Juan Vóley    | Sul-Americano de Clubes de 2022 |
| Medalha de prata  | Ciudad Vóley           | LVA de 2021–22                  |
| Medalha de bronze | Obras de San Juan      | LVA de 2021–22                  |
| 4                 | UVT San Juan           | LVA de 2021–22                  |
| 5                 | Paracao Vóley          | LVA de 2021–22                  |
| 6                 | Defensores de Banfield | LVA de 2021–22                  |
| 7                 | Once Unidos            | LVA de 2021–22                  |

## Premiações
| LVA de 2020–21                           |
| San Juan (província da Argentina)        |
| ---------------------------------------- |
| UPCN San Juan Vóley Campeão (8.º título) |

### Individuais
As atletas que se destacaram individualmente foram:
| MVP da Final       | Alejandro Toro      | UPCN San Juan Vóley |
| Melhor central     | Pablo Guzmán        | UPCN San Juan Vóley |
| 2° Melhor central  | Franco Medina       | Obras de San Juan   |
| Melhor ponteiro    | Dusan Bonacic       | Obras de San Juan   |
| 2° Melhor ponteiro | Alejandro Toro      | UPCN San Juan Vóley |
| Melhor oposto      | Agustín Bruschini   | Obras de San Juan   |
| Melhor levantador  | Sebastián Brajkovic | UPCN San Juan Vóley |
| Melhor líbero      | Nicolás Perren      | UPCN San Juan Vóley |